# Vasteville
Vasteville település Franciaországban, Manche megyében. Lakosainak száma 1153 fő (2018. január 1.). Vasteville Sainte-Croix-Hague, Acqueville, Biville, Héauville és Teurthéville-Hague községekkel határos.

## Népesség
A település népessége az elmúlt években az alábbi módon változott:
| Lakosok száma | 430  | 403  | 527  | 852  | 876  | 1121 | 1134 | 1121 | 1111 | 1153 |
|               | 1968 | 1975 | 1982 | 1990 | 1999 | 2011 | 2013 | 2015 | 2017 | 2018 |